# Ковалевич, Денис Максимович
Денис Максимович Ковалевич (бел. Дзяніс Максімавіч Кавалевіч; род. 29 марта 2003, Антоновка, Гомельская область) — белорусский футболист, нападающий.

## Карьера

### Начало карьеры
Начинал заниматься футболом в кобринской ДЮСШ. Позже попал в академию солигорского «Шахтёра», где выступал в юношеских командах клуба. В 2017 году перешёл в брестское «Динамо», в котором в 2020 году стал выступать в дублирующем составе. В январе 2021 года стал игроком брестского «Руха». Дебютировал в Высшей лиге 5 ноября 2021 года в матче против «Витебска».

### «Шахтёр» Петриков
В апреле 2022 года был подписан контракт с «Шахтёром» из Петрикова. Дебютировал за клуб 9 апреля 2022 года в матче против новополоцкого «Нафтана». В следующем матче 17 апреля 2022 года забил свой дебютный гол в матче против «Осиповичей». В матче 23 апреля 2022 года записал на свой счёт дубль, забив 2 гола в матче против «Орши». В матче 14 мая 2022 года оформил свой второй дубль в матче против «Островца». Закрепился в основной команде клуба, став одним из лучших бомбардиров в команде с 11 голами. По итогу сезона вместе с клубом стал бронзовым призёром Первой лиги.

### «Шахтёр» Солигорск
В январе 2023 года футболист начал готовиться к новому сезону с солигорским «Шахтёром», отличившись забитым голом в товарищеском матче против «Барановичей». Дебютировал за клуб 26 мая 2023 года в матче против бобруйской «Белшины», выйдя на замену на 86 минуте. Дебютными голами за клуб отличился 21 июля 2023 года в матче Кубка Беларуси против «Ивацевичей», оформив дубль. Своим дебютным голом за клуб в чемпионате футболист отличился 6 октября 2023 года в матче против «Сморгони». На протяжении сезона футболист был одним из основных игроков солигорского клуба, преимущественно выходя на поле со скамейки запасных, отличившись 4 забитыми голами и 3 результативными передачами.
Новый сезон футболист начал 6 марта 2024 года с четвертьфинального матча Кубка Беларуси против жодинского «Торпедо-БелАЗ», выйдя на поле в стартовом составе.

## Международная карьера
В 2021 году выступал за юношескую сборную Беларуси до 19 лет.
За молодёжную сборную дебютировал 21 сентября 2022 года против молодёжной сборной России.